# Glodeanu Sărat
Glodeanu Sărat est une commune du județ de Buzău en Roumanie.